# Zénaïde
Zénaïde (du grec Ζηναις), en russe : Зинаида (Zinaïda), est un prénom féminin signifiant de la famille de Zeus ou fille divine[réf. nécessaire]. Ce prénom était à la mode en France au XIXe siècle. Il est habituel dans sa version russe et porté souvent dans les pays russophones. Son diminutif est Zina.

## Liste de porteurs de ce prénom

### Zénaïde
- Sainte Zénaïde, cousine de saint Paul (Ier siècle)
- Zénaïde Bonaparte (1801-1854), fille de Joseph Bonaparte
- Zénaïde Fleuriot (1829-1890), femme de lettres française
- Zénaïde Youssoupoff (1861-1934), aristocrate russe, mère de Félix Youssoupoff
- Zénaïde Rachewska (Zina Rachevsky) (1930-1974), princesse russe devenue nonne du bouddhisme tibétain.
- Zina Modiano, dont le prénom fut choisi un hommage à Zina Rachevsky

### Zinaïda
- Zinaïda Botchantseva, botaniste soviétique
- Zinaïda Hippius, femme de lettres russe
- Zinaïda Serebriakova, peintre russe
- Zinaïda Tourtchina, joueuse de handball ukrainienne